# Ейхейдзі (Фукуй)

36°5′32″ пн. ш. 136°17′55″ сх. д. / 36.09222° пн. ш. 136.29861° сх. д.
Ейхе́йдзі (яп. 永平寺町, えいへいじちょう, МФА: [eːheːd͡ʑi t͡ɕoː]) — містечко в Японії, в повіті Йосіда префектури Фукуй. Станом на 1 червня 2009 площа містечка становила 94,34 км². Станом на 1 липня 2011 населення містечка становило 20 546 осіб.

## Освіта
- Фукуйський університет (додатковий кампус)